# غراهام أنتوني
غراهام أنتوني (بالإنجليزية: Graham Anthony)‏ (9 أغسطس 1975 في المملكة المتحدة - ) هو لاعب كرة قدم بريطاني في مركز الدفاع. لعب مع سويندون تاون وشيفيلد يونايتد ونادي بليموث أرجايل ونادي كارلايل يونايتد ونادي سكاربورو ونادي بارو ونادي ووركينغتون.

## وصلات خارجية
- غراهام أنتوني على موقع قاعدة بيانات كرة القدم.إي يو (الإنجليزية)
- غراهام أنتوني على موقع Soccerbase.com (لاعب) (الإنجليزية)